# Lacabòn

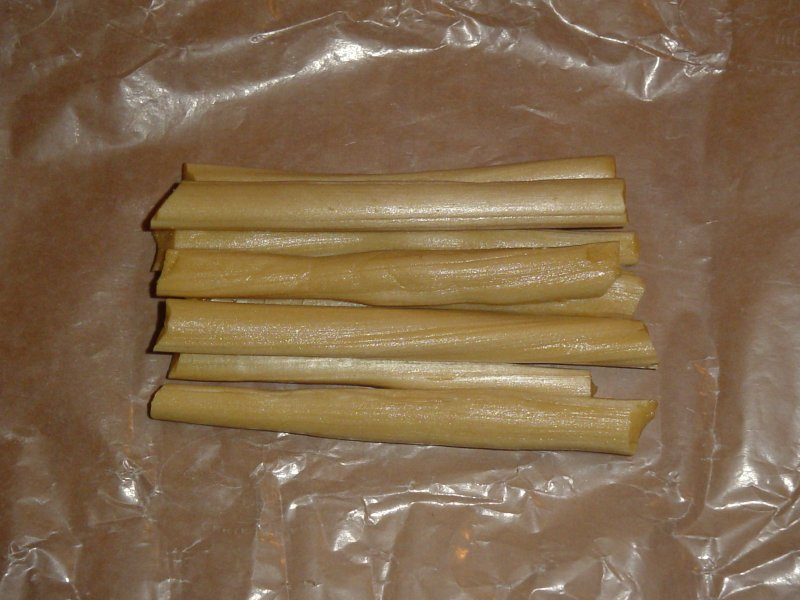
Palitos de lacabòn.

El lacabòn o lecabòn es un caramelo artesanal tradicional de la ciudad italiana de Alessandria.
Se elabora con forma de palo amasando miel con azúcar.
Se vende el Día de San Antonio (17 de enero) y especialmente el Día de Santa Lucía (13 de diciembre) en la piazzetta del mismo nombre.